# Air Méditerranée
Air Méditerranée (mã IATA = DR, mã ICAO = BIE) là hãng hàng không của Pháp, trụ sở ở Lourdes. Căn cứ chính của hãng ở Sân bay Tarbes-Lourdes-Pyrénées 

## Lịch sử
Air Méditerranée được thành lập và bắt đầu hoạt động từ năm 1997. Hãng cung cấp các chuyến bay thuê bao và vận chuyển hàng hóa.

## Đội máy bay
(Tháng 5/2007):
- 1 Airbus A320-200
- 4 Airbus A321-100
- 3 Airbus A321-200
- 1 Boeing 757-200 (do Icelandair điều hành)

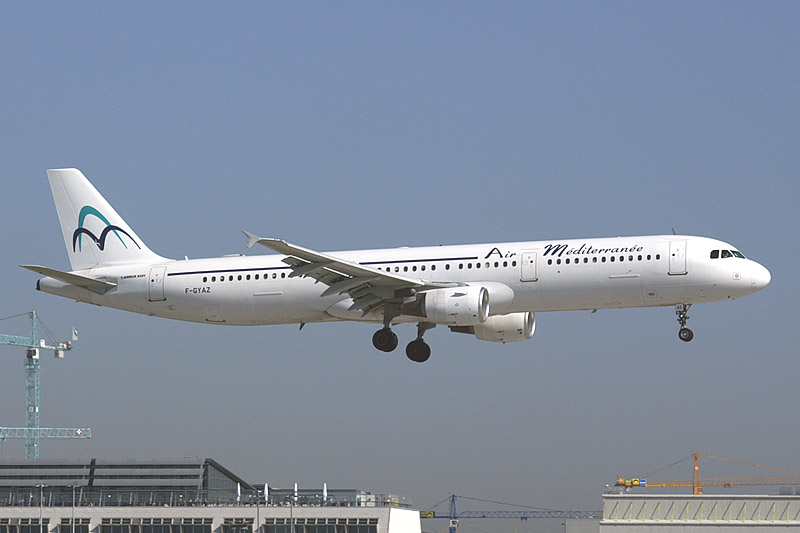
Máy bay Airbus A321 của Air Méditerranée